# جون ك. كيلك
جون ك. كيلك (بالإنجليزية: Jon K. Kelk)‏ لواء في الحرس الوطني الأمريكي وقائد حرس كاليفورنيا الوطني للطيران.
شارك في حرب الخليج الثانية فضلا عن عملية توفير الراحة وعملية المراقبة الجنوبية وعملية المراقبة الشمالية. في الفترة من 1999 إلى 2001 شغل قيادة السرب المقاتل 110.